# خوتا شومه
خوتا شومه (به لهستانی:  Huta Szumy) یک روستا در لهستان است که در گمینا سوشتس واقع شده‌است.